# Heili Alateng
Heili Alateng (Alxa, Mongolia Interior, China, 14 de diciembre de 1991) es un artista marcial mixto chino que compite en la división de peso gallo de Ultimate Fighting Championship.

## Primeros años
Siguiendo los pasos de su padre, empezó a luchar en la escuela. Con el tiempo, un cazatalentos se fijó en él y le invitó a unirse a un equipo de Pekín, donde empezó a interesarse por las artes marciales mixtas.

## Carrera de artes marciales mixtas

### Carrera temprana
Comenzando su carrera en 2013, Heili compiló un récord de 12-7-1 en varias organizaciones asiáticas, más notablemente luchando en Road FC, que una de las peleas es contra el futuro campeón de Rizin, Kai Asakura. Asakura ganó la pelea después de 29 segundos, golpeando a Heili con un corto gancho de izquierda, seguido de un golpe de rodilla. Asakura sufrió la primera derrota de su carrera ante Je Hoon Moon durante Road FC 39, perdiendo por la vía del TKO.

### Ultimate Fighting Championship
Debutó en la UFC contra Danaa Batgerel el 31 de agosto de 2019 en UFC Fight Night: Andrade vs. Zhang. Ganó el combate por decisión unánime. Este combate le valió el premio a la Pelea de la Noche.
Se enfrentó a Ryan Benoit el 21 de diciembre de 2019 en UFC Fight Night: Edgar vs. The Korean Zombie. Ganó el combate por decisión dividida.
Se esperaba que se enfrentara a Casey Kenney el 27 de septiembre de 2020 en UFC 253. Sin embargo, debido a razones desconocidas, el combate se trasladó al 4 de octubre de 2020 en UFC on ESPN: Holm vs. Aldana. Perdió el combate por decisión unánime.
Se enfrentó a Gustavo Lopez el 18 de septiembre de 2021 en UFC Fight Night: Smith vs. Spann. El combate terminó con un empate.
Se enfrentó a Kevin Croom el 16 de abril de 2022 en UFC on ESPN: Luque vs. Muhammad 2. Ganó el combate por TKO en el primer asalto.
Se enfrentó a Chad Anheilger el 10 de septiembre de 2022 en UFC 279. Ganó el combate por decisión unánime.

## Campeonatos y logros

### Artes marciales mixtas
- Ultimate Fighting Championship
  - Pelea de la Noche (una vez) vs. Danaa Batgerel[7]

## Récord en artes marciales mixtas
| Resultado | Récord | Oponente                | Método                                     | Evento                                       | Fecha                    | Ronda | Tiempo | Localización      | Notas                                                                                     |
| --------- | ------ | ----------------------- | ------------------------------------------ | -------------------------------------------- | ------------------------ | ----- | ------ | ----------------- | ----------------------------------------------------------------------------------------- |
| Victoria  | 16-8-2 | Chad Anheliger          | Decisión (unánime)                         | UFC 279                                      | 10 de septiembre de 2022 | 3     | 5:00   | Las Vegas, Nevada |                                                                                           |
| Victoria  | 15-8-2 | Kevin Croom             | TKO (puñetazos)                            | UFC on ESPN: Luque vs. Muhammad 2            | 16 de abril de 2022      | 1     | 0:47   | Las Vegas, Nevada |                                                                                           |
| Empate    | 14-8-2 | Gustavo Lopez           | Empate (unánime)                           | UFC Fight Night: Smith vs. Spann             | 18 de septiembre de 2021 | 3     | 5:00   | Las Vegas, Nevada | A Alateng se le descontó un punto en el tercer asalto por agarrar repetidamente la jaula. |
| Derrota   | 14-8-1 | Casey Kenney            | Decisión (unánime)                         | UFC on ESPN: Holm vs. Aldana                 | 4 de octubre de 2020     | 3     | 5:00   | Abu Dhabi         |                                                                                           |
| Victoria  | 14-7-1 | Ryan Benoit             | Decisión (dividida)                        | UFC Fight Night: Edgar vs. The Korean Zombie | 21 de diciembre de 2019  | 3     | 5:00   | Busan             |                                                                                           |
| Victoria  | 13-7-1 | Danaa Batgerel          | Decisión (unánime)                         | UFC Fight Night: Andrade vs. Zhang           | 31 de agosto de 2019     | 3     | 5:00   | Shenzhen          | Pelea de la Noche.                                                                        |
| Victoria  | 12-7-1 | Jong Hyun Kwak          | TKO (puñetazos)                            | Road FC 47                                   | 12 de mayo de 2018       | 2     | 2:40   | Beijing           | Combate de peso acordado (138 libras).                                                    |
| Victoria  | 11-7-1 | Ik Hwan Jang            | TKO (puñetazos)                            | Road FC 46                                   | 10 de marzo de 2018      | 1     | 3:06   | Seúl              | Regreso al peso gallo.                                                                    |
| Derrota   | 10-7-1 | Kai Asakura             | TKO (puñetazos)                            | Road FC 37                                   | 11 de marzo de 2017      | 1     | 0:29   | Seúl              |                                                                                           |
| Empate    | 10-6-1 | Nam Jin Jo              | Empate (unánime)                           | Road FC 34                                   | 19 de noviembre de 2016  | 3     | 5:00   | Shijiazhuang      | Debut en el peso mosca.                                                                   |
| Victoria  | 10-6   | Mu Song Choi            | Decisión (unánime)                         | Road FC 31                                   | 14 de mayo de 2016       | 3     | 5:00   | Seúl              |                                                                                           |
| Victoria  | 9-6    | Fumiya Sasaki           | TKO (puñetazos)                            | Road FC 30                                   | 16 de abril de 2016      | 1     | 1:34   | Beijing           |                                                                                           |
| Victoria  | 8-6    | Kana Hyatt              | Decisión (unánime)                         | Kunlun Fight 38                              | 21 de febrero de 2016    | 3     | 5:00   | Pattaya           |                                                                                           |
| Victoria  | 7-6    | Min Seok Kwon           | Decisión (dividida)                        | Road FC 28                                   | 31 de enero de 2016      | 3     | 5:00   | Seúl              |                                                                                           |
| Victoria  | 6-6    | Emil Abbasov            | Decisión (unánime)                         | WLF E.P.I.C. 1                               | 13 de enero de 2016      | 3     | 5:00   | Zhengzhou         |                                                                                           |
| Victoria  | 5-6    | Jessie Rafols           | Sumisión (estrangulamiento por guillotina) | Kunlun Fight 31                              | 28 de septiembre de 2015 | 2     | N/A    | Bangkok           |                                                                                           |
| Derrota   | 4-6    | Nam Jin Jo              | Decisión (unánime)                         | WBK 4                                        | 5 de junio de 2015       | 3     | 5:00   | Ningbo            |                                                                                           |
| Victoria  | 4-5    | Stephen Langdown        | TKO (puñetazos y patadas de fútbol)        | One Championship 27: Warrior's Quest         | 22 de mayo de 2015       | 2     | 0:41   | Kallang           |                                                                                           |
| Derrota   | 3-5    | Altynbek Bazhimov       | Sumisión (barra de brazo)                  | Kunlun Fight: Cage Series 2                  | 4 de abril de 2015       | 1     | 2:53   | Alma Ata          |                                                                                           |
| Derrota   | 3-4    | Zhikang Zhao            | Decisión (unánime)                         | Chinese Kung Fu Championships                | 23 de diciembre de 2014  | 3     | 3:00   | Qian'an           | Combate de peso pluma.                                                                    |
| Derrota   | 3-3    | Denis Purić             | TKO (puñetazos)                            | Kunlun Fight 13                              | 16 de noviembre de 2014  | 2     | 2:05   | Hohhot            |                                                                                           |
| Victoria  | 3-2    | Chao Huang              | Sumisión (estrangulamiento por detrás)     | Chinese Kung Fu Championships                | 11 de noviembre de 2014  | 2     | 1:44   | Qian'an,          |                                                                                           |
| Derrota   | 2-2    | Baasankhuu Damnlanpurev | TKO (puñetazos)                            | Ranik Ultimate Fighting Federation 13        | 7 de junio de 2014       | 2     | 2:03   | Shanghái          | Regreso al peso gallo.                                                                    |
| Victoria  | 2-1    | Tom Ni                  | Sumisión (estrangulamiento por detrás)     | Ranik Ultimate Fighting Federation 12        | 29 de marzo de 2014      | 1     | N/A    | Shanghái          | Debut en el peso pluma.                                                                   |
| Derrota   | 1-1    | Song Yadong             | Decisión (unánime)                         | Ranik Ultimate Fighting Federation 11        | 30 de noviembre de 2013  | 3     | 5:00   | Shanghái          |                                                                                           |
| Victoria  | 1-0    | Woong Hee Lee           | Decisión (unánime)                         | Real Fight MMA Championship 3                | 20 de octubre de 2013    | 2     | 5:00   | Beijing           | Debut en el peso gallo.                                                                   |